# Morta

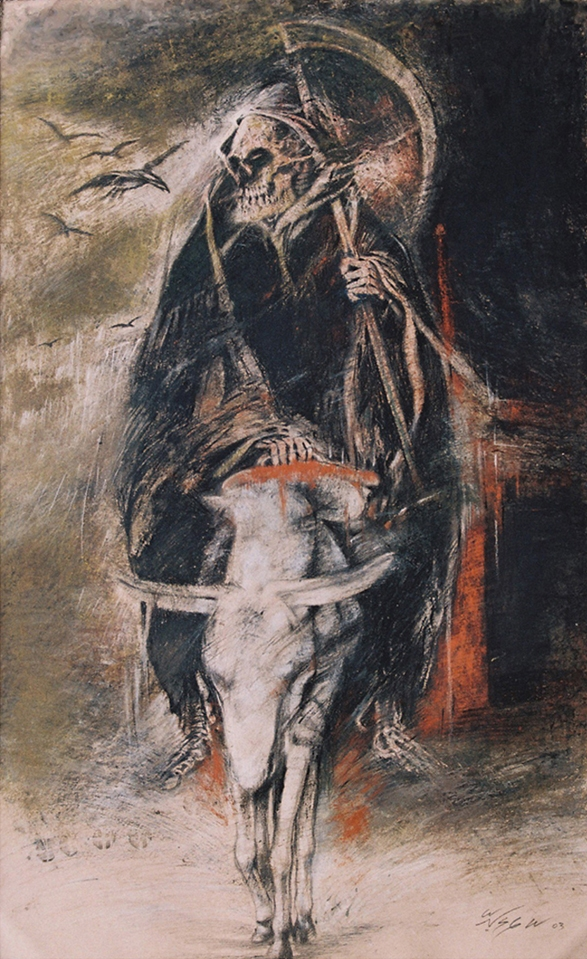
La Parca, del artista mexicano Antonio García Vega

Morta, en la mitología romana, era el nombre con el que Aulio Gelio interpreta el nombre de una de las Parcas (Moiras en la mitología griega y Nornas en la mitología germana). Morta preside la muerte de las personas.  En la mitología griega corresponde a Átropos.
Los romanos identificaron las Parcas con las Moiras griegas (hijas de Zeus y Temis), también las llamaron la tría Fata, las tres hadas o los tres destinos, representando Nona el nacimiento, Décima el matrimonio y Morta la muerte.
Servio diferencia a Mors y Átropo, diciendo que Átropo es la «muerte natural o disolución de las cosas» pero Mors es la «muerte violenta».